# Cal Jovell
Cal Jovell és una masia de Gisclareny (Berguedà) inclosa a l'Inventari del Patrimoni Arquitectònic de Catalunya.

## Descripció
Masia d'estructura clàssica coberta a dues aigües amb teula àrab amb el carener perpendicular a la façana orientada a ponent. Fou construïda a finals del segle xvii o començaments del segle xviii és un exemplar molt característic de les masies existents al terme de Gisclareny i en tota aquesta sona de l'Alt Berguedà, car incorpora la balconada de fusta a la façana; en aquest cas a la balconada forma un porxo aixoplugat per una teulada d'un sol ràfec que a la planta baixa s'obra i se sostingut per pilars de pedra.

## Història
La masia fou construïda a finals del segle xvii o començaments del segle xviii en uns anys en què el terme municipal de Gisclareny comptava amb un fort creixement demogràfic potenciat per l'explotació intensa dels conreus de muntanya (especialment patates) i l'explotació dels boscos comunals.